# Шаретудвари
Шаретудвари (мађ. Sárrétudvari) град је у Мађарској. Шаретудвари је један од градова у оквиру жупаније Хајду-Бихар.

## Географско положај
Покрива површину од 54,42 km2 (21 sq mi) и има популацију од 2.963 људи (2015).
Налази се у централном делу Нађ шар−рета. Његови најближа насељена места су: Баранд са североистока, Бихарнађбајом са истока, Физешђармат са југа, Кертес сигет са југозапада, Сереп са запада и Пишпекладањ са северозапада.

## Историја
Археолошки налази сведоче да је на територији села још пре 5.000 година овде живели људи. Своја карактеристична места сахрањивања овде су оставили и пастирски народи који су живели на крају бакарног доба (2000. године пре нове ере), хумке и кургане. Пример је хумка Тикичер између Шаретудварија и Бихарнађибајома. Од раног бакарног доба (500 година пре нове ере) свој траг остављају Скити, затим Келти и Сармати који су их пратили.
На основу остатака старе цркве може се претпоставити да је село већ постојало у другој половини 11. века. У гробовима је откривено постојање паганских и хришћанских обичаја. Током овог периода, село је дошло у посед породице Зовард као краљевска донација. Тада се насеље звало „Удвари“. „Варадски регеструм” помиње Удвари 1214. године.
Породиља се помиње 1801. године, затим 1873. године претпостављени су организовали оснивање санитетске станице, а 1876. године и запошљавање овлашћене бабице. Године 1880. купили су кућу за лекара. Отприлике у то време у селу је основана и апотека, чији је власник био апотекар Лајош Секер. Локално Ватрогасно друштво основано је 1878. године. Године 1893. ујединили су се читалачки кругови и сеоска библиотека у циљу проширења Народне библиотеке села.

## Становништво
Године 2001. 95% становништва насеља се изјаснило као Мађари, 5% Роми.
Током пописа из 2011. године, 83,1% становника се изјаснило као Мађари, а 3,3% као Роми (16,6% се није изјаснило, због двојног идентитета, укупан број може бити већи од 100%). 
Верска дистрибуција је била следећа: римокатолици 1,9%, реформатори 39%, гркокатолици 0,5%, неденоминациони 27,8% (30,6% није одговорило).